# Israel Architecture Archive
Het Israel Architecture Archive (IAA; ארכיון אדריכלות ישראל, אאי) is een archiefcollectie in Tel Aviv, Israël. Het documenteert de Israëlische architectuurcultuur. Sinds de oprichting in 1995 is de IAA uitgegroeid tot een unieke database met betrekking tot de planning en bouw in Palestina en Israël vanaf het einde van de 19e eeuw tot heden.
De IAA bevindt zich in de kelder van de Migdal Shalom Meir (Shalom Mayer-toren, de eerste wolkenkrabber in Israël). Dat het archief hier gevestigd is, heeft een symbolische verklaring. De toren werd namelijk gebouwd op de plek waar voorheen het eerste Hebreeuwse openbare gebouw in Tel Aviv stond, HaGymnasia HaIvrit Herzliya (het Hebreeuwse Gymnasium Herzliya) (opgericht in 1905, afgebroken in 1962).

## Geschiedenis van de collectie

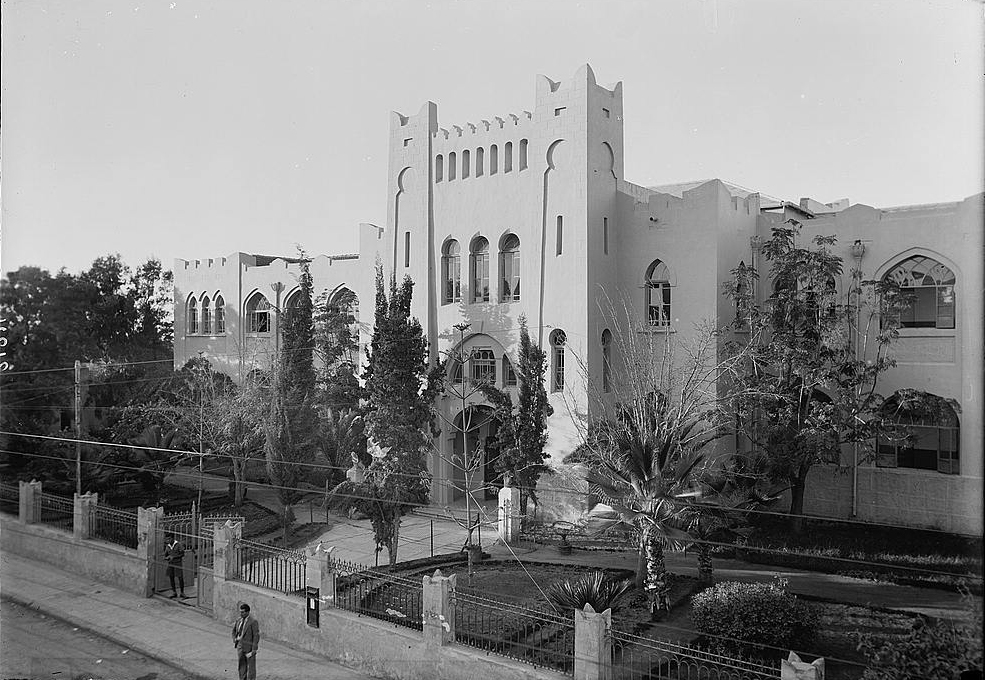
HaGymnasia HaIvrit Herzliya (het Hebreeuwse Gymnasium Herzliya), circa 1930.

Aanvankelijk werd de IAA opgericht als privécollectie van architect en architectuurhistoricus Zvi Elhyani, terwijl hij halverwege de jaren negentig nog studeerde aan de kunstacademie Bezalel Academy of Arts and Design in Jeruzalem. De collectie werd aanzienlijk uitgebreid tijdens Elhyani's afstudeerstudies (een master in architectuur en een PhD) aan de Faculteit Architectuur en Stedenbouw van het Technion in Haifa.
Inmiddels bestaat de collectie uit honderdduizenden objecten, verzameld uit verschillende bronnen. De IAA fungeert als een primair adres waar vooral professionals op het gebied van architectuur historische en zeldzame materialen kunnen raadplegen. Het is een opslagplaats geworden voor documentatie van gesloopte en bestaande gebouwen die niet alleen hoofdstukken in de geschiedenis van de Israëlische architectuur omvatten, maar ook in zijn natievorming.
Het archief is door de jaren heen uitgebreid tot een oppervlakte van circa 500m². Het bestaat zonder institutionele academische of financiële steun. Elhayani financiert het zelf.